# Expedició Vancouver
L'expedició Vancouver (1791–1795) va ser un viatge d'exploració i diplomàcia organitzat per la Marina Reial Britànica que va ser comandat pel capità George Vancouver i va durar cinc anys. L'expedició va circumnavegar el món, va tocar cinc continents i va canviar, probablement, el curs de la història de diverses nacions. L'expedició estava composta, segons les etapes, entre dos i quatre vaixells, i fins a 153 homes, i tots ells, menys sis, van tornar sans i estalvis a casa.
Des del punt de vista geopolític, l'expedició va ajudar a eliminar a Espanya com a potència en el Pacífic Nord i a definir les fronteres del conflicte anglo-estatunidenc allí. També va ajudar a la unificació del regne de Hawaii i va establir a més la dominació britànica d'Austràlia i Nova Zelanda. L'expedició també va nomenar centenars, potser milers, d'accidents geogràfics i espècies botàniques i animals i es van descobrir dos grups d'illes al Pacífic, les illes Snares i les illes Chatham.

## Origen

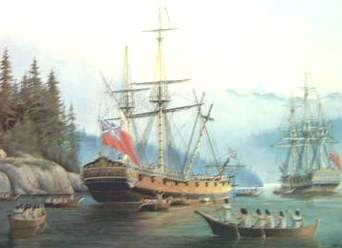
Una recreació del vaixell HMS Discovery.

El valor estratègic i comercial de l'exploració del Pacífic, tant per la seva riquesa en balenes i pells, com per ser una ruta comercial cap a l'Orient, ja havia quedat establert en diversos expedicions d'exploració, en particular els tres viatges que va realitzar James Cook (1728-1779). Gran Bretanya estava especialment interessada a millorar el seu coneixement de la pesca de les balenes del Pacífic Sud, i en particular, en la ubicació de les estratègicament situades Austràlia, Nova Zelanda, el Pas del Nord-oest i la llegendària illa Gran. Es va adquirir un nou vaixell, que després de ser condicionat i adaptat, es va batejar com HMS Discovery, el mateix nom d'un dels vaixells de Cook. Es va nomenar com a capità a Henry Roberts (1757-1796) i Vancouver va ser designat com 1r tinent.
Els plans van canviar quan l'aventurer irlandès John Meares (c. 1756–1809) va informar que els espanyols havien confiscat les seves possessions en l'illa de Nutka, adquirides abans de 1789 als indígenes locals, així com centenars de milers de lliures de mercaderies. Espanya en defensa dels seus interessos, havia desallotjat a Meares, però això va donar motiu a una confrontació entre Espanya i el Regne Unit coneguda com a Crisi de Nutka, que va amenaçar amb una guerra pel control del Pacífic i en la pràctica, d'Amèrica del Nord. Rússia era també una part interessada, a causa de la seva presència comercial en la costa d'Alaska i les seves reclamacions s'estenien fins a Califòrnia, sent la principal raó per la qual els espanyols van intentar consolidar les seves possessions a la zona.
Encara que ara se sap que les afirmacions de Meares sobre les pèrdues eren una mica exagerades, Gran Bretanya havia derrotada recentment a Espanya en guerra i semblava estar llista per a una altra oportunitat. El Parlament va preparar la flota en la crisi de Nutka, i Roberts i Vancouver van deixar el HMS Discovery per servir en la flota del Canal (Channel Fleet) mentre que el HMS Discovery es va convertir en un vaixell de suport per transportar a les víctimes de l'allistament. Els espanyols i anglesos finalment van arribar a un acord pacífic i l'ara coneguda com a Primera Convenció de Nutka va ser signada a Madrid el 28 d'octubre de 1790 pel comte de Floridablanca (1728-1808) i Alleyne FitzHerbert, primer baró de St Helens (1753–1839). Espanya havia de retornar les edificacions i terrenys (exigien la totalitat de les ancorades de Nutka i de Clayoquot), indemnitzar als britànics pels béns expropiats i reconèixer la lliure navegació i pesca en el Pacífic i en els mars del Sud. Van ser enviats a Nutka, com a comissionats, per Espanya, Juan Francisco de la Bodega y Quadra (1743–94) i, pel Regne Unit, Vancouver, per materialitzar l'acord en el lloc, encara que les seves instruccions no eren del tot compatibles: els britànics situaven els límits de les possessions espanyoles a l'altura de San Francisco i els espanyols ho feien en Nutka o en l'estret de Juan de Fuca i tampoc hi havia acord sobre els terrenys adquirits per Meares als indígenes.
Vancouver va tornar al HMS Discovery com a comandant de l'expedició. D'acord amb les seves ordres, anava «a recuperar en forma de restitució els territoris que els espanyols havien conquerit, i també per fer un estudi acurat de la costa, des dels 30 graus de latitud nord al nord-oest cap al riu Cook; i, a més, per obtenir totes les informacions possibles que poguessin recollir tot respectant l'estat natural i polític d'aquesta regió» [to receive back in form a restitution of the territories on which the Spaniards had seized, and also to make an accurate survey of the coast, from the 30th degree of north latitude northwestward toward Cook's River; and further, to obtain every possible information that could be collected respecting the natural and political state of that country]. Aquestes exploracions eren en part per descobrir la comunicacions navegables a l'interior d'Amèrica del Nord (ja fos unl pas del Nord-oest o, més probablement, rius navegables), i per facilitar la investigació botànica de Archibald Menzies, un naturalista i cirurgià que acompanyava l'expedició que estava molt bé relacionat políticament .
Després del motí del Bounty (1789), l'Almirallat havia adoptat la precaució que els vaixells britànics no fessin llargs viatges sols; per això, van armar un segon vaixell, el HMS Chatham, comandat pel tinent William Robert Broughton, i el van assignar a l'expedició. El HMS Daedalus havia d'incorporar-se un any després amb subministraments en el Nutka Sound. L'expedició havia de durar dos o tres anys.

## Tripulació
L'embarcament de l'expedició llista una tripulació de 153 homes. La majoria eren oficials navals o mariners, molts dels quals es distingirien en serveis futurs, com ara Peter Puget, Joseph Baker, Joseph Whidbey, William Broughten, Zachary Mudge i Robert Barrie. Hi havia un gran destacament d'infants de marina, sense que es tingui informació sobre si la seva comesa era ajudar a l'exploració en territori hostil o, més aviat, descoratjar qualsevol rebel·lió. Dos joves aristòcrates de setze anys, l'honorable Thomas Pitt (nebot del primer ministre) i l'honorable Charles Stuart (fill d'un marquès), anaven a bord com a mariners, i la seva presència seria problemàtica.
Entre els supernumeraris estava Menzies (que portaria un meticulós diari de l'expedició) i el seu servent John Ewin (o Ewing). Un hawaià anomenat Towereroo, a qui el capità Charles Duncan havia portat a Anglaterra, anava en el HMS Discovery de retorn a casa. En el llistat de la tripulació hi figurava també un Widow's Man (home de la vídua), teòricament un mariner professional que no existia i el sou dels quals es destinava a les vídues dels marins que havien perdut la vida i que en la seva majoria quedaven en la misèria.

## Any 1791
L'1 d'abril de 1791 van salpar el HMS Discovery i el HMS Chatham. Van arribar a Santa Cruz de Tenerife el 28 d'abril, en una escala de descans i una oportunitat per recollir espècies botàniques, però l'escala va acabar en una baralla de borratxos en el qual diversos oficials van ser copejats i llançats a la badia.
El 7 de maig els dos vaixells van sortir de Tenerife; el HMS Chatham va arribar el 6 de juny a Ciutat del Cap i l'endemà passat va arribar el HMS Discovery. Després de més botànica, socialització i contractació per reemplaçar als desertors, els vaixells van partir novament el 17 d'agost. El cirurgià va emmalaltir durant un brot de disenteria, que va ocasionar la mort d'un mariner. Menzies va assumir les seves funcions durant la resta de l'expedició.
El 28 de setembre van arribar a la costa australiana, en un golf que Vancouver va nomenar en honor del seu rei com King George Sound. Ràpidament van realitzar el reconeixement de la costa sud d'Austràlia i van seguir el seu viatge fins a arribar a la costa de Nova Zelanda, on van desembarcar el 2 de novembre, en el Dusky Sound, pel reabastiment i noves recol·leccions botàniques. Van partir el 21 de novembre, navegant tots dos vaixells per separat i descobrint tots dos les subantàrtiques illes Snares (23 de novembre), que Vancouver va considerar com a perilloses per la navegació (d'aquí el nom de «illes Paranys»). En la ruta cap a Tahití, la tripulació del HMS Chatham va descobrir a més les illes Chatham, abans d'arribar a Tahití el 26 de novembre. El HMS Discovery va arribar tres dies després.
Van fer escala a Tahití i Vancouver va fer complir la rígida disciplina per evitar les connexions personals que havien portat al motí del Bounty. Pitt va ser assotat per intercanviar una peça de ferro del buc pels favors romàntics d'una dona. Towareroo, que no estava subjecte a tal disciplina, va decidir que preferia la comoditat de Tahití i volia casar-se amb una noia local. No obstant això, les ordres de l'Almirallat eren clares i Vancouver devia retornar-li a Hawaii i no va atendre els seus desitjos. El cap local, Pomarrey, va protegir a Towereroo uns dies, però després de «molta investigació, i alguna coacció...» va trobar al jove i el va retornar als britànics.

## Any 1792
Van partir per passar l'hivern en Hawaii, on Vancouver va arribar al març de 1792. Sent un jove guardiamarí, 13 anys abans, havia estat en la desgraciada escala de Cook i per això va tractar d'evitar arribar a la costa en la badia de Kealakekua.
Vancouver va descobrir que l'illa natal de Towereroo, Molokai, estava sofrint una fam. Va ser a visitar al cap Kaiana amb regals, que el cap va acceptar immediatament. D'acord amb el llavors tinent Peter Puget, els exploradors van trobar a Towereroo «d'utilitat infinita en el seu tracte amb els nadius».
El diari de Menzies esmenta que per haver estat útil al rei hawaià Kamehameha I, Towereroo havia obtingut una plantació i una altra més per haver-se casat amb la filla d'un cap, i que, en última instància, controlava al voltant de 200 «vassalls». En les batusses de la política de Hawaii, el seu ràpid ascens i estreta relació amb els britànics eren tant un actiu com a font de gelosia i almenys una vegada Vancouver va haver d'intercedir per la seva vida. Visitants posteriors de l'illa, com Frances Barkley de l'Halcyon, van assenyalar que parlava un anglès perfecte i que cap a ús del nom anglès «Charles». Poc se sap del final d'aquest jove, que en el seu temps va ser el més viatger dels hawaians.
Després de realitzar els arranjaments de la seva petita flota per passar l'hivern, es abastir a Hawaii per a la resta de l'expedició i el HMS Discovery i el HMS Chatham van seguir cap a Amèrica del Nord. El 16 d'abril van arribar a terra a uns 39°N i van començar un estudi detallat cap al nord. El 28 d'abril, es van trobar amb el capità estatunidenc Robert Gray a bord de la Columbia Rediviva, amb el qual van tenir un fructífer intercanvi d'informació, encara que Meares els havia advertit que moltes de les exploracions de Gray eren meres ficcions.
Al juny de 1792, el HMS Discovery i el HMS Chatham van ancorar en una badia que van anomenar badia Birch.
Vancouver havia decidit utilitzar els petits bots per a l'exploració detallada i la cartografia de les complexes vies navegables de la regió, de vegades poc profundes. El 12 de juny, Vancouver, juntament amb Puget i alguns altres membres de la tripulació, van navegar cap al nord des de badia Birch en dues petites ioles a vela del HMS Discovery. En quatre dies, van trobar i van traçar els mapes d'una sèrie de caps, puntes i entrants, com a punta Roberts, punta Grey, el Burrard Inlet, el Howe Sound i el Jervis Inlet. El 13 de juny, prop de punta Roberts, el HMS Chatham va trobar dues naus d'una expedició d'exploració espanyola, la Subtil i la Mexicana.
El 21 de juny, enfrontant-se a molt males condicions climàtiques i a la disminució dels aliments, Vancouver va decidir tornar al HMS Discovery, que estava a més de 80 quilòmetres de distància. Al seu retorn es van trobar amb els vaixells espanyols a les ordres del capità Malaspina i Galiano (a qui el tinent Broughton ja coneixia), prop de l'actual Vancouver. Tots dos estaven explorant i cartografiant l'estret de Geòrgia, buscant un possible pas del Nord-oest i intentant determinar si l'illa de Vancouver era una illa o era part del continent. Els dos comandants van establir una relació amistosa i van acordar ajudar-se mútuament en la divisió del treball cartogràfic i compartir les cartes nàutiques. Van treballar junts en aquesta forma fins al 13 de juliol, i després cadascun va reprendre la circumnavegació de l'illa de Vancouver per separat. Els vaixells de Galiano van arribar al Nutka Sound, completant el circuit, el 31 d'agost. Els vaixells de Vancouver havien arribat abans. Així, Vancouver va ser el primer europeu a provar la insularitat de l'illa de Vancouver (les reclamacions de Meares en la matèria havien estat fruit d'una altra causalitat), mentre que Galiano va ser el primer en circumnavegavar-la completament. Vancouver no havia partit de Nutka, sinó que havia començat a l'estret de Juan de Fuca, mentre Galiano sí havia començat el seu periple en Nutka.

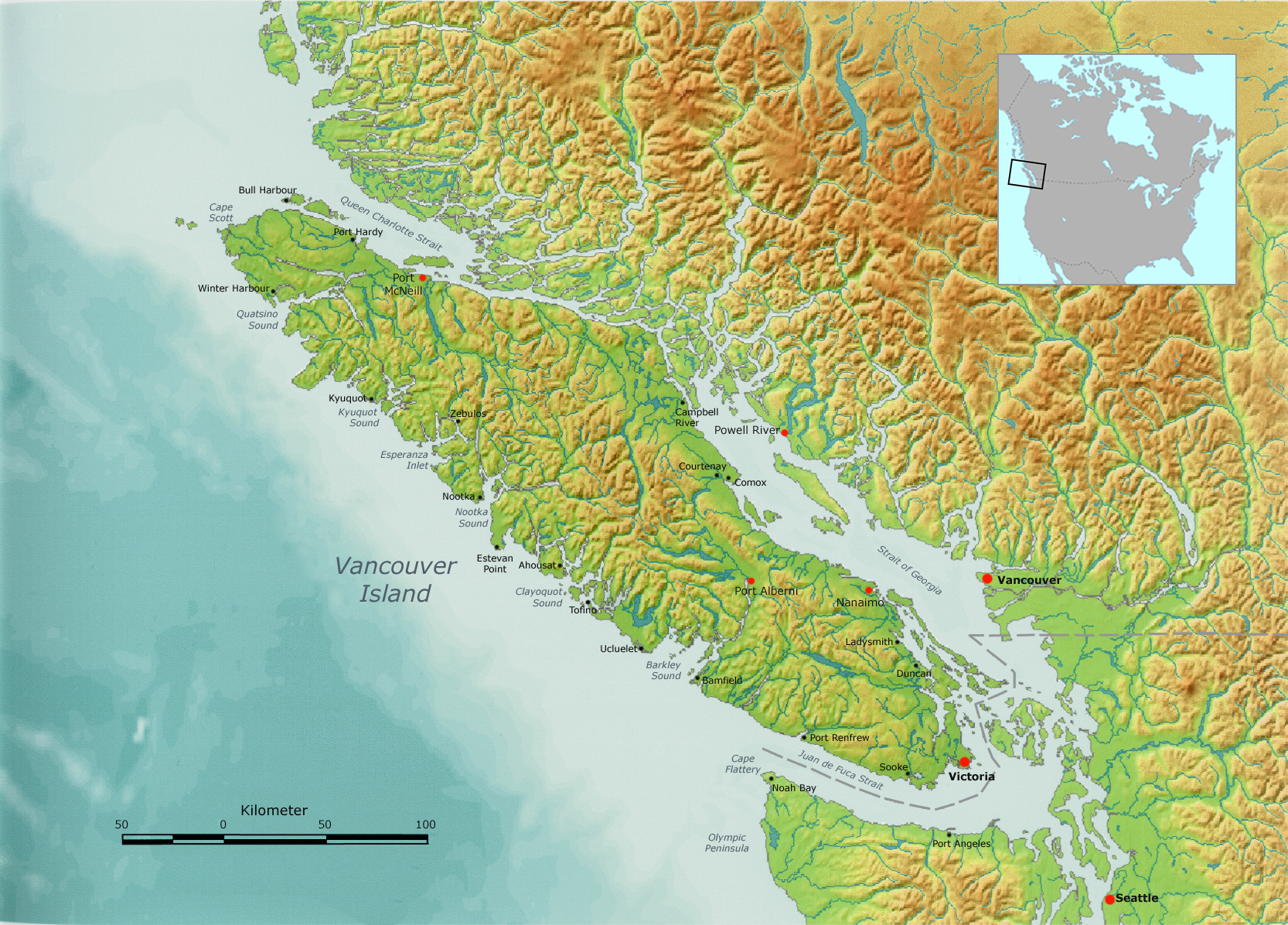
L'illa de Vancouver, l'exploració de la qual i insularitat va determinar, amb una altra expedició espanyola, l'expedició Vancouver.

A l'agost, mentre Vancouver explorava en petites embarcacions cap al nord, el HMS Daedalus va arribar al Nutka Sound i va enviar al bergantí HMS Venus amb la notícia que el seu capità, Richard Hergest, i William Gooch, enviat com a astrònom de l'expedició, havien estat assassinats a Oahu. Vancouver i Whidbey van compartir les tasques de l'astrònom, la qual cosa més tard va conduir a la fricció sobre la remuneració. L'11 d'agost, l'expedició es va dirigir al sud, arribant al Nutka Sound el 28 d'agost, on van intercanviar 13 salves amistoses amb la fragata espanyola al comandament de Juan Francisco de la Bodega y Quadra, que ja els esperava allí per intentar formalitzar l'acord de la Convenció de Nutka.
Les relacions entre Quadra i Vancouver van ser molt cordials i fins i tot amistoses. Segons les seves ordres, van col·laborar en l'exploració i aprovisionament, però no van poder conciliar les seves instruccions contradictòries abans que Quadra tornés a Monterrey, deixant al senyor Fidalgo per fortificar l'estret. Vancouver va enviar al tinent Mudge de tornada a Anglaterra en un petit vaixell comercial de pavelló portuguès, el Fenis y San José, per obtenir instruccions addicionals. El capità d'una altra nau comercial, la Jenny, va preguntar a Vancouver si podia retornar dues nenes segrestades a Hawaii. Així, ampliada, l'expedició es va traslladar al sud. Whidbey en el HMS Daedelus va cartografiar el Grays Harbor mentre que els altres dos vaixells afrontaven la barra del riu Columbia. El més petit, el HMS Chatham, va ancorar en la barra i van enviar petites embarcacions riu amunt. El HMS Discovery, la tripulació del qual estava començant a sofrir d'escorbut, es va encaminar a Califòrnia, arribant a l'estret de Golden Gate (en català literalment "porta daurada"), l'entrada de la badia de San Francisco, el 14 de novembre, amb una recepció amable i servicial dels espanyols. Les altres naus van arribar el dia 26.
Quadra, tan ansiós com Vancouver per resoldre les seves instruccions contradictòries, es va oferir a facilitar un altre missatge a través de Mèxic i l'Atlàntic; Vancouver va enviar al tinent Broughton. Puget es va fer càrrec com a comandant del HMS Chatham (enutjant a Menzies, que preferia al seu amic Johnstone).
Després de descansar i fer un aprovisionament l'expedició va tornar a Hawaii per passar l'hivern.

## Any 1793
El HMS Discovery va navegar pel costat nord de l'illa de Hawaii, i el HMS Chatham pel sud, reunint-se en la badia de Kealakekua Bay. Van deixar una mica de bestiar boví, oví, i més plantes que havien estat embarcades a Califòrnia. Es va reunir amb el navegant britànic John Young, que va actuar com a intèrpret i va ajudar a negociar amb Kamehameha I. Es van realitzar campanyes de reconeixement i Kamehameha va quedar impressionat per l'abast del poder britànic, mentre Menzies recol·lectava més espècimens.
Durant l'hivern, Vancouver va ordenar nombroses millores per als petits bots que feien el treball de l'estudi detallat, així com la millora dels habitatges i els subministraments per a la tripulació. Aquestes millores van permetre a les tripulacions continuar el seu estudi d'una de les costes més complexes del món, aconseguint els 56°N, fins que el clima va determinar la finalització de la temporada de reconeixements.
Una vegada més, l'expedició va visitar el Nutka Sound (on no va haver-hi cap resolució de les ordres en conflicte), la Califòrnia espanyola i Hawaii.

## Any 1794
Durant l'últim hivern de l'expedició a Hawaii, Baker va acompanyar a Menzies, al guardiamarí George McKenzie i a un altre home el nom del qual no es coneix, en el primer ascens del que es té constància al Mauna Loa. Van fer el cim el 16 de febrer i utilitzant un baròmetre van mesurar la seva altura, amb una precisió d'uns 50 peus del valor actualment acceptat.
Vancouver va seguir negociant amb Kamehameha; el 25 de febrer, el rei va fer una proclamació formal d'adhesió, declarant que eren «Tanata no Britanee» (poble de Gran Bretanya). Precisament el que volia dir Kamehameha amb això pot no estar del tot clar, ja que Gran Bretanya no va exercir la sobirania sobre les illes durant el seu regnat. No obstant això, l'assistència de Vancouver al rei va ser molt útil, sobretot en préstec d'instruments i treballadors qualificats per a la construcció d'una nau armada de 36 peus, el Britannia. Les armes poden haver ajudat a Kamehameha a guanyar la decisiva batalla de Nu'uanu.
L'expedició va partir de Hawaii per última vegada el 15 de març de 1794 i va començar el reconeixement de la costa entorn de la boca del riu Cook, als 60°N, treballant cap al sud. El temps era sovint de congelació, i com a resultat no només les seves reserves de tortugues vives (mantingudes per la seva carn), sinó també els hivernacles de Menzies es van congelar, matant totes les seves plantes. Com abans, el HMS Discovery i el HMS Chatham enviaven els pots petits per dur a terme els estudis detallats de la complexa costa. L'expedició va negociar amb els assentaments russos, esquimals, tlingits i uns altres que vivien allí. A mitjan agost, l'expedició va arribar a la seva àrea de treball de l'any anterior i, segons els diaris de diversos oficials, va sentir una gran alegria en adonar-se que podien tornar a casa. Lamentablement, quan partien per Nutka, Isaac Wooden es va perdre en un accident de navegació prop del cap Ommaney, sent un dels pocs que van morir en el transcurs de l'expedició. Les traïdorenques roques del cap van ser anomenades en el seu honor Wooden Rocks.
Vancouver va ascendir de rang el 28 d'agost de 1794. Quatre dies més tard, el HMS Discovery i el HMS Chatham van arribar a Nutka. Tots estaven tristos en saber que Quadra havia mort sobtadament. El Brigadier General don José Manuel de Álava, el nou governador de Nutka, també mostrava una actitud de cooperació i amistat, però les instruccions perquè els comandants resolguessin la situació encara no havien arribat. Álava i Vancouver van acordar en termes amistosos la realització de forma conjunta d'exploracions locals, incloent una gran celebració amb Macuina. El 6 d'octubre, els vaixells d'investigació van partir cap a Monterrey. El HMS Daedelus va ser enviat de tornada a Anglaterra amb el problemàtic Sr. Pitt, que havia esgotat la seva benvinguda amb múltiples infraccions disciplinàries.
El 6 de novembre, el HMS Discovery va arribar a Monterrey, assabentant-se que encara que les negociacions havien conclòs a Europa, encara no hi havia instruccions. L'expedició va partir el 2 de desembre, arribant a les illes de les Tres Marías el 17 de desembre per aprovisionar-se i fer noves recol·leccions botàniques, i va passar el Nadal al mar.

## Any 1795
En el viatge de retorn, l'expedició va recalar en les illes Cocos, en les illes Galápagos i en les illes Juan Fernández, reaprovisionant-se sempre que va ser possible, però van començar a sofrir d'escorbut.
A pesar que tenien ordres d'evitar les possessions espanyoles en el Pacífic, la necessitat requeria d'un reaprovisionament i tenien, a més, ordres de reconèixer tanta costa com fos possible. Vancouver, per tant, va arribar a Valparaíso el 25 de març per estar cinc setmanes de reparacions, amb l'ajuda dels espanyols. Els oficials de l'expedició van gaudir d'una visita oficial al capità general, do Ambrosio O'Higgins de Vallenar a la seva capital de St. Iago.
El 5 de maig, el HMS Discovery i el HMS Chatham van salpar de Valparaíso, planejant reunir-se en l'illa de Santa Elena si les condicions climàtiques els separaven. L'inici de l'hivern en l'Hemisferi Sud i el mal estat dels vaixells van fer impracticable una campanya de reconeixement de la costa de Xile i el pas del Cap Horn va ser perillós. No obstant això, Vancouver passa molt temps a la recerca de l'illa d'Illa Gran, de la qual s'havia informat anteriorment que estava en els 46º40'S, confirmant la seva inexistència.
Per aquesta època, el tinent Broughton i el tinent Mudge, que havien sortit d'Anglaterra en el HMS Providence per ajudar a Vancouver, van arribar a Monterrey, poc després que l'expedició hagués partit. Decidint (correctament) que Vancouver no hauria deixat sense acabar la seva tasca topogràfica, es van anar a cartografiar la costa de l'est d'Àsia.
El 2 de juliol, el HMS Discovery i el HMS Chatham van fer escala en Santa Elena i es van assabentar que el país estava en guerra. Els seus maltractats vaixells eren gairebé els més febles dels bucs en l'Atlàntic i no obstant això, van capturar a un vaixell neerlandès per sorpresa. Això va resultar ser una benedicció amb inconvenients: capturar una tripulació va suposar que Vancouver necessités mans addicionals i durant una tempesta, va requerir al serf de Menzies, que va deure deixar les plantes de Menzies, que van poder ser danyades, la qual cosa va enfuriar més a Menzies.
Davant de les illes de Cap Verd, el HMS Discovery va aconseguir a un comboi britànic escortat pel HMS Sceptre i, amb relativa seguretat, van arribar a Shannon. Vancouver va deixar el vaixell per informar. Baker va portar el HMS Discovery a casa, sa i estalvi, i el 20 d'octubre de 1795 van arribar a Long Reach, en el Tàmesi, completant una missió que els havia ocupat durant cinc anys.

## Conseqüències
L'expedició va tornar a una Gran Bretanya més interessada en la guerra en curs que en les exploracions del Pacífic. Vancouver va ser atacat per Menzies, políticament molt bé relacionat, per diferents desfavors. Thomas Pitt, 2n baró de Camelford, va desafiar Vancouver a un duel i va tractar de copejar-ho en una cantonada de Londres. Vancouver no era rival per als poderosos que li enfrontaven, i, a més, s'estava morint. La seva massiva obra cartogràfica encara requeria uns centenars de pàgines per acabar-se a la seva mort, el 10 de maig de 1798. La labor va ser acabada per Puget.
Des del punt de vista geopolític, l'expedició va ajudar a eliminar Espanya com a potència en el Pacífic Nord i a definir les fronteres del conflicte anglo-estatunidenc allí. També va ajudar a la unificació del regne de Hawaii i va establir a més la dominació britànica d'Austràlia i Nova Zelanda. L'expedició també va nomenar centenars, potser milers, d'accidents geogràfics i espècies.